# Réseau de zones humides, pelouses, landes et falaises de l'avant-pays savoyard
Réseau de zones humides, pelouses, landes et falaises de l'avant-pays savoyard este o arie protejată (sit de importanță comunitară — SCI) din Franța întinsă pe o suprafață de 3.151 ha, integral pe uscat.

## Localizare
Centrul sitului Réseau de zones humides, pelouses, landes et falaises de l'avant-pays savoyard este situat la coordonatele 45°39′52″N 5°42′39″E / 45.6644°N 5.7107°E.

## Înființare
Situl Réseau de zones humides, pelouses, landes et falaises de l'avant-pays savoyard a fost declarat arie specială de conservare în baza directivei 92/43 din 1992 referitoare la conservarea habitatelor naturale și a faunei și florei sălbatice pentru a proteja 1 specie de plante și 21 de specii de animale.

## Biodiversitate
Situată în ecoregiunile alpină și continentală, aria protejată conține 15 habitate naturale: Ape puternic oligomezotrofe cu vegetație bentonică cu Chara spp., Lacuri eutrofice naturale cu vegetație de tip Magnopotamion sau Hydrocharition, Formațiuni stabile xerotermofile de Buxus sempervirens pe pante stâncoase (Berberidion p.p.), Formațiuni de Juniperus communis pe lande sau pajiști calcaroase, Pajiști uscate seminaturale și facies de acoperire cu tufișuri pe substraturi calcaroase (Festuco-Brometalia) (* situri importante pentru orhidee), Pajiști cu Molinia pe soluri calcaroase, turboase sau argilos-nămoloase (Molinion caeruleae), Mlaștini calcaroase cu Cladium mariscus și specii de Caricion davallianae, Pante stâncoase calcaroase cu vegetație casmofită, Peșteri inaccesibile publicului, Izvoare petrifiante cu formare de travertin (Cratoneurion), Păduri pe pante, grohotișuri și ravene de Tilio-Acerion, Fânețe de joasă altitudine (Alopecurus pratensis, Sanguisorba officinalis), Păduri de fag din Europa Centrală dezvoltate pe sol calcaros cu Cephalanthero-Fagion, Mlaștini alcaline, Grohotișuri termofile și vest-mediteraneene.
La baza desemnării sitului se află mai multe specii protejate:
- plante (1): moșișoare (Liparis loeselii)
- amfibieni (1): izvoraș-cu-burta-galbenă (Bombina variegata)
- mamifere (9): liliac cârn (Barbastella barbastellus), castor (Castor fiber), râs eurasiatic (Lynx lynx), liliac cu urechi mari (Myotis bechsteinii), liliac cu urechi de șoarece (Myotis blythii), liliac cărămiziu (Myotis emarginatus), liliac comun (Myotis myotis), liliacul mare cu potcoavă (Rhinolophus ferrumequinum), liliacul mic cu potcoavă (Rhinolophus hipposideros)
- nevertebrate (8): Austropotamobius pallipes, croitorul mare al stejarului (Cerambyx cerdo), Coenagrion mercuriale, fluturele auriu (Euphydryas aurinia), rădașcă (Lucanus cervus), fluturele purpuriu (Lycaena dispar), Phengaris nausithous, Phengaris teleius
- pești (3): zglăvoacă (Cottus gobio), cicar (Lampetra planeri), clean dungat (Telestes souffia)

Pe lângă speciile protejate, pe teritoriul sitului au mai fost identificate 23 de specii de plante, 2 specii de amfibieni.